# ديفيد س. ويلسون
ديفيد س. ويلسون (بالإنجليزية: David C. Wilson)‏ هو كاتب سيناريو أمريكي، ولد في 1950.

## وصلات خارجية
- ديفيد س. ويلسون على موقع IMDb (الإنجليزية)
- ديفيد س. ويلسون على موقع ألو سيني (الفرنسية)
- ديفيد س. ويلسون على موقع أول موفي (الإنجليزية)
- ديفيد س. ويلسون على موقع قاعدة بيانات الفيلم (الإنجليزية)
- ديفيد س. ويلسون على موقع كينوبويسك (الروسية)